# Almere (Binnensee)

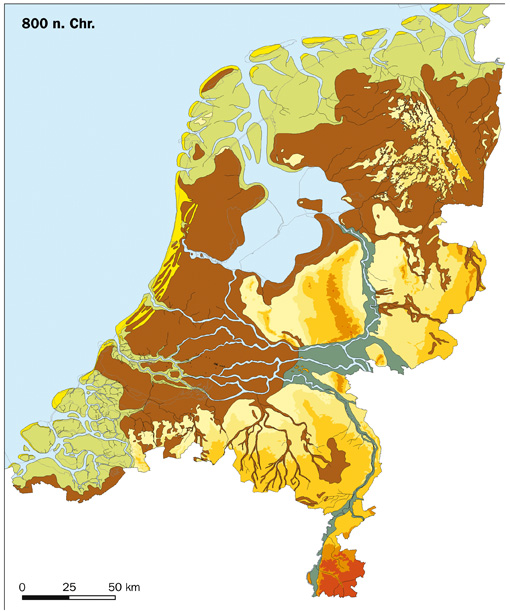
Der Binnensee Almere mit der Vlie zur Nordsee im frühen Mittelalter

Der Binnensee Almere lag in dem Gebiet, in dem sich heute das IJsselmeer in den Niederlanden befindet.

## Name
Der Name des Binnensees wird auf Bonifatius zurückgeführt. Dieser fuhr 753 über das Aelmere, wobei die erste Silbe Ael vermutlich auf den Aal zurückgeführt werden kann. In jener Zeit war das Almere wohl ein Süßwasser- oder ein Brackwassersee.

## Entstehung und Ende
Von Pomponius Mela, einem römischen Geografen, wurde in seinem Werk De Choreographia das Wasser im Jahr 44 n. Chr. noch Lacus Flevo genannt. In anderen Quellen findet sich auch die Bezeichnung Flevum. Das Flevomeer entwickelte sich im Verlauf der Zeit zum Almere.
Eine Anzahl von Faktoren war dafür maßgebend, dass aus dem Almere im Mittelalter die salzhaltige Zuiderzee entstand:
- das Steigen des Meeresspiegels als Folge der mittelalterlichen Warmzeit
- die Torfgewinnung durch die Friesen in West-Friesland (Enkhuizen, Medemblik u. a.), wodurch das Vlie, eine Verbindung zwischen dem Almere und dem Wattenmeer entstand
- Überschwemmungen wie z. B. die Julianenflut 1164, die Allerheiligenflut 1170 und die Luciaflut 1287.

## Gemeinde Almere
Der Name der Gemeinde Almere wird von diesem Binnensee abgeleitet.